# Appleseed XIII
Appleseed XIII (アップルシード XIII?, Appurushīdo sātīn) è una serie televisiva anime realizzata interamente in computer grafica come adattamento del manga di fantascienza Appleseed di Masamune Shirow. La serie è stata prodotta dal 2011 al 2012 in 13 episodi da Production I.G. Gli episodi, distribuiti in streaming su Internet, sono stati riuniti in due lungometraggi: Appleseed XIII ~Yuigon ~ (Appleseed XIII: Tartaros in inglese) uscito nelle sale cinematografiche giapponesi il 13 giugno 2011 e Appleseed XIII ~Yogen~ (Appleseed XIII: Ouranos in Inglese), proiettato a partire dal 24 ottobre 2011, subito dopo la pubblicazione dei 13 episodi della serie su DVD e Blu-ray.

## Trama
La città-stato di Olympus, retta dal supercomputer Gaia, è rimasta l'unico faro di civiltà dopo la distruttiva guerra globale che ha cancellato gran parte della popolazione mondiale. Ma anche quella che sembra una nuova visione utopica è minata al suo interno da conflitti razziali tra gli umani e i bioroids, umanoidi geneticamente modificati creati per servire l'uomo. A tutto questo dovranno porre rimedio Deunan Knute (デュナン・ナッツ?, Dyunan Nattsu) e il veterano Briareos Hecatonchires (ブリアレオス・ヘカトンケイレス?, Buriareosu Hekatonkeiresu), che appartengono al corpo di forze speciali di Olympus e che dovranno scongiurare la distruzione della città e salvare l'umanità.